# Kłobia (gromada)
Kłobia – dawna gromada, czyli najmniejsza jednostka podziału terytorialnego Polskiej Rzeczypospolitej Ludowej w latach 1954–1972.
Gromady, z gromadzkimi radami narodowymi (GRN) jako organami władzy najniższego stopnia na wsi, funkcjonowały od reformy reorganizującej administrację wiejską przeprowadzonej jesienią 1954 do momentu ich zniesienia z dniem 1 stycznia 1973, tym samym wypierając organizację gminną w latach 1954–1972.
Gromadę Kłobia z siedzibą GRN w Kłobi utworzono – jako jedną z 8759 gromad na obszarze Polski – w powiecie włocławskim w woj. bydgoskim, na mocy uchwały nr 24/17 WRN w Bydgoszczy z dnia 5 października 1954. W skład jednostki weszły obszary dotychczasowych gromad Gołębin, Kłobia Nowa i Kłobia oraz folwark Siarczyce, folwark Ossowo, wieś Ossowo i osada młyńska Ossowo z dotychczasowej gromady Turowo ze zniesionej gminy Piaski, a także obszar dotychczasowej gromady Świątniki oraz wieś Jerzmanowo, wieś Kaniewo i folwark Kaniewo z dotychczasowej gromady Jerzmanowo ze zniesionej gminy Pyszkowo, w tymże powiecie. Dla gromady ustalono 23 członków gromadzkiej rady narodowej.
31 grudnia 1959 do gromady Kłobia włączono wieś Smogorzewo ze zniesionej gromady Sułkowo w tymże powiecie.
31 grudnia 1961 do gromady Kłobia włączono wieś Gołębin ze zniesionej gromady Sokołowo w tymże powiecie.
Gromadę zniesiono 1 stycznia 1969, a jej obszar włączono do gromady Lubraniec w tymże powiecie.